# Sữa có vị

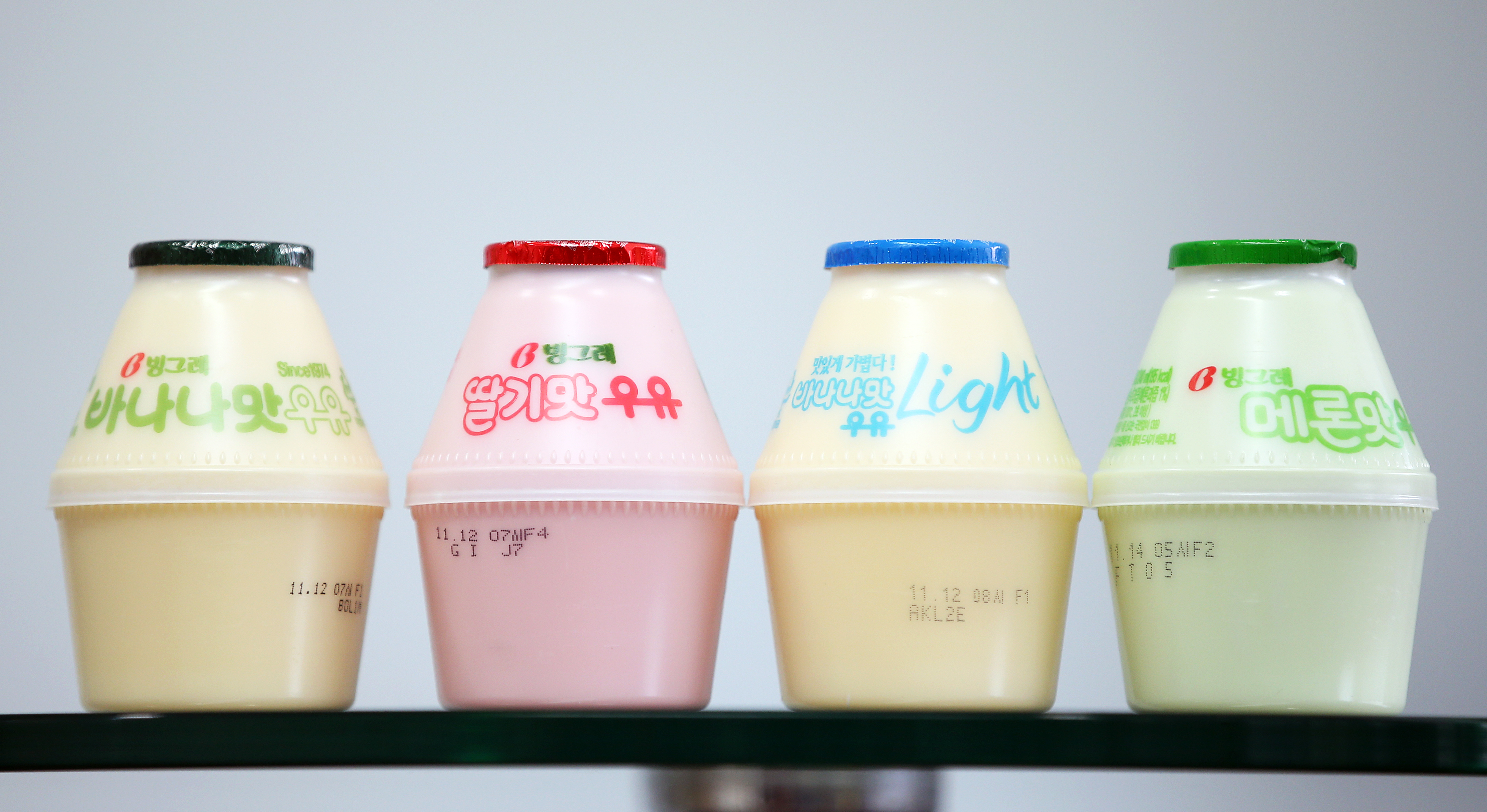
Các hương vị khác nhau của sữa

Sữa có vị (Flavored milk) là một loại thức uống từ sữa có đường với các nguyên liệu chính được làm từ sữa tươi, sữa hoàn nguyên, đường nhưng có pha chế thêm hương liệu và đôi khi là chất tạo màu. Nó có thể được bán dưới dạng sản phẩm đã được thanh trùng, làm lạnh, hoặc như một sản phẩm được xử lý ở nhiệt độ cực cao (UHT) không cần làm lạnh. Nó cũng có thể được tự làm trong nhà hàng hoặc nhà làm bằng cách trộn hương liệu vào sữa. 

## Đặc điểm
Sữa có hương vị bao gồm sữa bò, sữa đậu nành, sữa hạnh nhân hoặc sữa lạc đà, có chứa đường, chất tạo màu và hương liệu (hầu hết là loại chất nhân tạo rẻ tiền mà ví dụ nổi bật là sữa hương dâu nhân tạo, ethyl methylphenylglycidate). Những hương liệu này có thể được bán dưới dạng bột để thêm vào sữa nguyên chất hoặc được mua để trộn sẵn cùng với các sản phẩm sữa khác. Úc là nước có tỷ lệ tiêu thụ sữa có hương vị cao nhất trên thế giới. Sữa có hương vị đặc biệt phổ biến ở các bang Nam Úc và Tây Úc. Một phân tích năm 2018 về hơn 90 loại sữa có hương vị ướp lạnh phổ biến cho thấy rằng một hộp sữa có hương vị có thể chứa nhiều đường như một lon nước ngọt.